# Eddy Ekete
Eddy Ekete, surnommé « Matchacha Man » ou « Homme Canette », est un plasticien, peintre, dessinateur et sculpteur congolais né à Kinshasa le 19 mai 1978,,.

## Biographie
Eddy Ekete complète sa formation initiale à l'Académie des beaux-arts de Kinshasa (2002) et à l'École supérieure des arts décoratifs de Strasbourg (2008). Il se fait remarquer en performant dans plusieurs villes françaises comme « Homme Cannette », entièrement vêtu d'un costume composé de canettes métalliques. Il est l'un des artistes invités de la 19e Biennale de la danse de Lyon en 2021, dans le cadre de la Saison Africa 2020.

## Expositions

### Expositions personnelles
- Eddy Ekete, l'homme-cannettes, galerie Malebranche, Paris, 2016[7],[8].

### Expositions collectives
- Eddy Ekete, Franck Lundangi, Ghyslaine et Sylvain Staëlens, galerie Frédéric Moisan, Paris, 2016[9].
- Kinshasa chroniques, musée international des Arts modestes, Sète, 2018-2019, et Cité de l'architecture et du patrimoine, Paris, 2020-2021[10].
- Megalopolis Stimmen aus Kinshasa [Mégalopole Voix de Kinshasa], musée Grassi d'Ethnologie, Leipzig, 2018-2019, co-commissaire avec Freddy Tsimba[4].

### Filmographie
- Système K, 2019, documentaire de Renaud Barret[11].